# Teodoro Higuera
Teodoro Higuera Valenzuela (Los Mochis, Sinaloa, 9 de noviembre de 1957) también conocido como Ted Higuera es un ex-lanzador zurdo mexicano en las Grandes Ligas de Béisbol. Jugó por nueve años (1985–1991 y 1993–1994) para los Milwaukee Brewers, donde ganó 20 juegos en 1986, quien compitió contra Fernando Valenzuela por ver quien lograba primero esa cifra en grandes ligas y logró 94 triunfos contra 64 derrotas, 50 juegos completos, 12 blanqueadas, 1,081 ponches y con 3.61 de efectividad.

## Carrera

### Liga Mexicana de Beisbol
En 1979 llegó a los Indios de Cd. Juárez donde estuvo hasta 1985. En 1981 ganó el título de Novato del año. En 1982 lograron el título ganándole a los Tigres capitalinos. En 1983 obtuvo el título de ganados y perdidos y ponches de la Liga, logrando el subcampeonato.

### Grandes Ligas
En 1983, los Brewers adquirieron su contrato de los Indios de Ciudad Juárez de la Liga Mexicana de Béisbol. Después de un año en las ligas menores, con los Diablos del Paso Texas, Higuera se ganó un puesto en la rotación del equipo en 1985 después de ganar una competencia con el lanzador japonés Yutaka Enatsu. En su primera temporada con Milwaukee, el primer juego que lanzó, blanqueó a los Angelinos de Anaheim y entonces tuvo una marca ganados-perdidos de 15–8 con un promedio de carreras limpias permitidas (ERA) de 3.90 para ganar el Premio al Novato del Año de Sporting News  el Jugador Mas Valioso de 1985.
La temporada 1986 fue una de las mejores de Higuera, también fue el jugador más valioso, y el segundo lugar en efectividad, con su única temporada de 20 juegos ganados, al terminar con una marca de 20–11 con 207 ponches y un ERA de 2.79. 
Fue la primera temporada de 20 victorias por un lanzador nacido en México en la Liga Americana. Esa temporada, fue seleccionado también para su única aparición en el Juego de Estrellas. En el juego, Fernando Valenzuela ponchó a Higuera en la quinta entrada para empatar la marca de Carl Hubbell de cinco ponches consecutivos.
Prosiguió su campaña de 1986 ganando 18 juegos en 1987 y estableciendo marcas del equipo en ponches (240) y entradas consecutivas sin recibir carrera (32).
Durante sus primeros cuatro años en la liga, Higuera tuvo una marca de ganados y perdidos de 69–38, 766 ponches y un ERA de 3.25 y se le pronosticaba un gran éxito. Sin embargo, comenzó a sufrir problemas de lesiones que limitarían su tiempo de juego.

## Lesiones y retiro
Una cirugía de espalda y torceduras de tobillos lo limitaron a 22 aperturas en 1989, aunque vino desde atrás para poner su marca en 9–6. Estuvo saludable por la mayoría de 1990 pero tuvo una marca de 11–10 con 129 ponches. Sin embargo, los Brewers estaban convencidos de que regresaría a estar en forma y lo firmaron por un contrato de cuatro años y 13.1 millones de dólares.
Higuera se rasgó su manguito rotador en 1991 y padeció varias cirugías. Se perdió la temporada completa de 1992 y tuvo acción limitada en 1993 y 1994. Los Brewers no le ofrecieron un contrato en 1995 e Higuera intentó un regreso con los Padres de San Diego. No consiguió quedarse con el equipo y se retiró esa temporada.
Jugó para los Cañeros de os Mochis y Sultanes de Monterrey hasta 1999.

## Post-retiro
Higuera ha servido como entrenador de pitcheo para los Cañeros de los Mochis, los Piratas de Campeche y para la Selección de México en el Clásico Mundial de Béisbol en sus versiones de 2006, 2009, y 2013. En 2011, Higuera fue entronizado al Salón de la Fama del Béisbol Profesional de México.